# 皮尔斯 (科罗拉多州)
皮尔斯（英語：Pierce），是美国科罗拉多州韦尔德县下属的一座城市。建市于1918年8月30日，面积大约为0.816平方英里（2.114平方公里）。根据2010年美国人口普查，该市有人口834人。2011年估计该市有人口855人，相比2010年人口增长率为2.52%。同时，论人口该市是科罗拉多州第157大城市。